# Sergio Rossetti (atleta)
Sergio Rossetti (Monfalcone, 1º maggio 1944 – Venezia, 26 dicembre 1997) è stato un atleta italiano, attivo fra gli anni sessanta e settanta.

## Biografia
A 15 anni è allievo della scuola nazionale di Formia e dell'Istituto nautico di Gaeta. Conquista nel 1962 il titolo di campione italiano juniores di salto con l'asta e il 1º maggio 1963, a 19 anni, stabilisce a Trieste il primato nazionale juniores con 4,41 m. Il 4 giugno 1965 a Milano ottiene il record italiano assoluto saltando 4,75 m, misura che gli è rimasta come personale.
Successivamente, anche a conseguenza di qualche problema fisico, passa al decathlon, dove tra il 1966 e il 1971 vince cinque titoli italiani concludendo la sua carriera agonistica con 7 037 punti nel 1971, all'epoca record nazionale.
Allenato da Sanzin, gareggia per i Cantieri Riuniti Adriatico Monfalcone, la Ginnastica Triestina, le Fiamme Gialle e la Libertas Udine, collezionando un totale di 15 presenze nella nazionale italiana.
A 26 anni termina l'attività agonistica. Nel 1970 si diploma all'ISEF di Roma e, trasferitosi a Venezia, insegna educazione fisica nelle scuole medie e superiori.
Nel 1991, a 46 anni, in seguito a tre interventi al cervello abbandona l'attività di insegnamento e si dedica completamente alla pittura, producendo 150 quadri nel periodo compreso tra il 1983 e il 1992.

## Record nazionali
Juniores
- Salto con l'asta: 4,41 m (Trieste, 1º maggio 1963)

Seniores
- Salto con l'asta: 4,75 m ( Milano, 4 giugno 1965)
- Decathlon: 7 037 punti ( Roma, 25-26 settembre 1971)